# Gensac-sur-Garonne
Gensac-sur-Garonne è un comune francese di 344 abitanti situato nel dipartimento dell'Alta Garonna nella regione dell'Occitania.

## Società

### Evoluzione demografica
Abitanti censiti